# 伊勢暴動

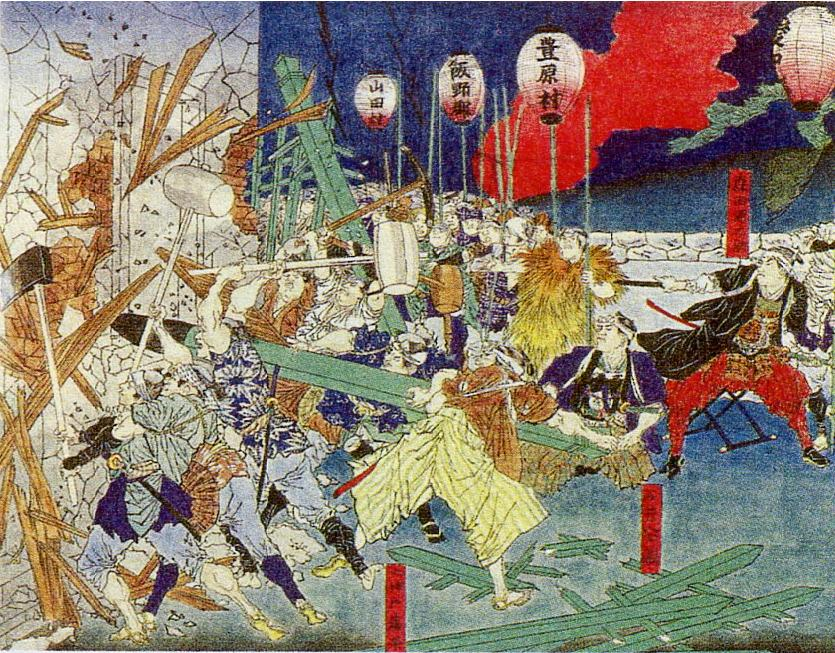
伊勢暴動

伊勢暴動 （日语：／ Iseibōdō），發生於1876年 (明治9年)12月的反對地租改正的一揆，爆發於日本三重縣 （今日三重縣 松坂市），進而擴及 愛知縣・岐阜縣・堺县 。此事件受刑人超過50,773名，成為當時規模最大的騷擾事件 。
現行日本高中「日本史」教科書中，與茨城縣發生的真壁騷動（真壁一揆）並列為翻對地租改正的一揆代表 。透過這場暴動，地租從3% ，下降至2. 5%，因此被歌頌為「用竹槍"咚"地突刺出來的二分五厘」。

## 摘要
明治維新的過程中，新政府藉陸續推動各項改革，包含用現金取代過往以稻米繳納稅稅金的地租改正。為維持過往稅收，農民的負擔沒有因此減輕，再加上其他因素，導致農民的不滿逐漸高漲 。接著在1876(明治9年) 12月18日，相當於今日三重縣松坂市地區的農民向戶長們請願，要求延期原本應該在翌日收繳的租稅。當農民與戶長們的討論糾纏不清之時，松坂的農民分成南北兩個集團開始行進，在各地對新政府相關的設施進行破壞、放火 。尤其是北方集團，跨越三重縣，蔓延至愛知縣與岐阜縣等地。對此，新政府派遣鎮台和警視廳的巡查來壓制農民，最终仍不得不降低地租。雖然付出了許多犧牲，民眾戰勝了政府。

## 相關項目
- 日本戰爭列表

## 外部連結
- 動搖新政府的「伊勢暴動」 （页面存档备份，存于） - 三重縣廳的官方網站（日語）

̺